# ГЕС Ос Пєарес
ГЕС Ос Пєарес (ісп. Os Peares) – гідроелектростанція на північному заході Іспанії. Розташована між ГЕС Белесар (вище по течії) та ГЕС Велле, входить до каскаду на найбільшій річці Галісії Мінью.
Для роботи станції річку перекрили гравітаційною греблею висотою 94 метри та довжиною 261 метр, на спорудження якої пішло 410 тис м3 матеріалу. Вона утворила водосховище з площею поверхні 4,8 км2 та об'ємом від 9 до 182 млн м3 (в залежності від рівня поверхні).
Розташований неподалік від греблі машинний зал станції на початку 1950-х років обладнали трьома турбінами типу Френсіс номінальною потужністю по 53 МВт, як використовували напір у 96 метрів. 
На початку 2010-х років спорудили другу чергу станції у складі двох турбін того ж типу, але значно меншої потужності – по 8,9 МВт, які працюватимуть при напорі у 90 метрів.
Очікується також спорудження третьої черги потужністю 158 МВт.
Зв’язок з енергосистемою відбувається по ЛЕП, що працює під напругою 132 кВ.